# Isodemis guangxiensis
Isodemis guangxiensis is een vlinder uit de familie van de bladrollers (Tortricidae). De wetenschappelijke naam van de soort is voor het eerst geldig gepubliceerd in 2011 door Ying-Hui Sun & Hou-Hun Li.

## Type
- holotype: "male. 31.VII.2003. genitalia slide no. SYH09041"
- instituut: ICCLS, Nankai University, Tianjin, China
- typelocatie: "China, Guangxi Zhuang Autonomous Region: Rongshui Miao Autonomous County, 25°04'N, 109°13'E"